# So Fine (Sean Paul)
So Fine è una canzone reggae di Sean Paul, estratta come primo singolo dall'album Imperial Blaze. Il singolo è stato reso disponibile per l'airplay radiofonico il 2 giugno 2009, mentre è stato pubblicato ufficialmente il 30 giugno 2009.

## Tracce
Official Versions
1. So Fine (Album Version) – 3:31
2. So Fine (Desi Hits Remix - Culture Shock 2) – 4:25

CD-Single Atlantic (Warner)
1. So Fine – 3:33
2. She Wanna Be Down – 3:37

CD-Maxi Atlantic (Warner)
1. So Fine – 3:33
2. She Wanna Be Down – 3:37
3. Get With It Girl – 3:04
4. So Fine (Video)

## Classifiche
| Classifica (2009)                    | Posizione più alta |
| ------------------------------------ | ------------------ |
| Austria                              | 56                 |
| Europa                               | 25                 |
| Francia                              | 17                 |
| Germania                             | 39                 |
| Giappone                             | 66                 |
| Svezia                               | 36                 |
| Svizzera                             | 38                 |
| Turchia                              | 14                 |
| Belgio (Fiandre)                     | 17                 |
| Belgio (Vallonia)                    | 4                  |
| Regno Unito                          | 25                 |
| U.S. Billboard Hot 100               | 50                 |
| U.S. Billboard Hot R&B/Hip-Hop Songs | 90                 |
| U.S. Billboard Rap Songs             | 13                 |
| U.S. Billboard Pop Songs             | 24                 |